# Ian Gillan
Ian Gillan (Hounslow, 19 agosto 1945) è un cantautore britannico, noto per essere frontman e autore dei testi della band hard rock britannica Deep Purple.
Nella sua carriera Gillan ha anche guidato due gruppi a suo nome (la Ian Gillan Band e i Gillan), è stato per un anno cantante dei Black Sabbath, e ha interpretato Gesù nella versione discografica originale dell'opera rock di Andrew Lloyd Webber Jesus Christ Superstar.
Nel 2006 la rivista Hit Parader lo ha inserito nella sua lista dei 100 migliori cantanti metal di tutti i tempi alla posizione numero 43.

## Biografia

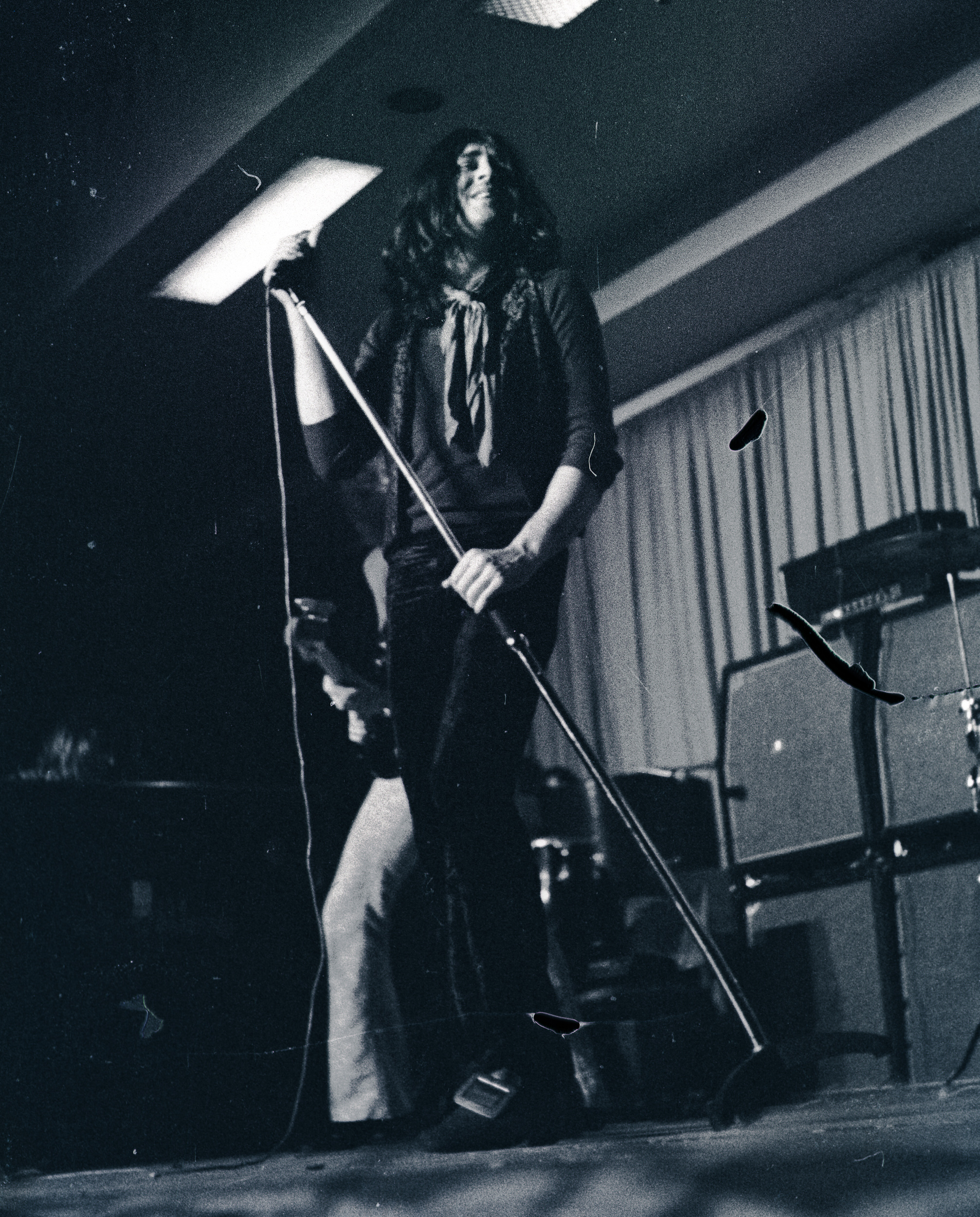
Ian Gillan nel 1970

Gillan ha origini scozzesi (il padre era originario del quartiere di Govan a Glasgow) ed ha frequentato la stessa scuola in cui hanno studiato Pete Townshend degli Who e Chris Aylmer dei Samson. Inizialmente interessato alla carriera d'attore, inizia a cantare fantasticando di replicare la carriera del suo idolo Elvis Presley, diventato anche star del cinema sull'onda del suo talento canoro. Dopo i primi passi con i Moonshiners (adottando il nome d'arte Garth Rockett) e con i Javelins, negli anni '60 Ian Gillan entra negli Episode Six, dove stringerà amicizia con il bassista Roger Glover per quindi confluire con lui nei Deep Purple.
Nel 1970 è scelto per interpretare la parte del protagonista nell'opera rock Jesus Christ Superstar. In ragione del fitto calendario concertistico dei Deep Purple, Gillan si ritroverà però nell'impossibilità di partecipare alle sue diverse versioni teatrali e cinematografiche.
Nel 1973 lascia i Deep Purple, stremato dall'intensa attività concertistica e insoddisfatto dalla stasi creativa della band.
Dopo il fallimento di una serie di iniziative imprenditoriali post Deep Purple e confortato dal successo riscosso in occasione della sua partecipazione alla rappresentazione live del Butterfly Ball di Roger Glover (sostituendo all'ultimo momento Ronnie James Dio, allora in tour con i Rainbow), Gillan decide di riavviare la sua carriera musicale e fonda la Ian Gillan Band nel 1976, i Gillan nel 1978, e subentra a Ronnie nei Black Sabbath (1983-84).
Nel 1984 partecipa alla lungamente attesa reunion dei Deep Purple.
Nel 1988 pubblica un album realizzato con Glover che poco o nulla a che vedere con l'hard rock: Accidentally on Purpose. Le ragioni dell'anomala iniziativa sono da ricercare nei residui vincoli con la Virgin, etichetta cui Ian si era legato a cavallo tra gli anni '70 e '80. La lavorazione del progetto solista del cantante, peggio ancora coinvolgente un altro membro della band, indispone il chitarrista dei Deep Purple, Ritchie Blackmore, riproponendo le tensioni di un quindicennio prima.
Sul finire dell'anno, quando la frattura con i Deep Purple non è ancora definitiva e si sta anzi considerando l'ipotesi di realizzare il successivo album coinvolgendolo soltanto a giochi praticamente fatti, Ian mette in piedi una band con cui portare anonimamente in giro per locali inglesi i suoi vecchi classici, riesumando il vecchio monicker Garth Rockett & the Moonshiners. Il gruppo, costruito sostanzialmente attorno al chitarrista Steve Morris (con cui avvierà una durevole collaborazione) e ai suoi ex complici degli Export Rosenthal e Shaw, fa il suo esordio nel gennaio del 1989, per quindi portare avanti un tour britannico di diversi mesi. Il concerto del Manchester del 16 Maggio fu filmato e registrato, fornendo subito materiale per un video distribuito l'anno successivo, Live at the Ritz. Il programmato CD, invece, vedrà la luce soltanto nel 2000 per la Purple Records. La notizia dell'ennesima rottura con i Deep Purple, a quel punto, non sorprenderà nessuno.
I primi anni '90 sono caratterizzati da un'attività particolarmente intensa. Gillan, infatti, mette in cantiere un'iniziativa benefica volta a reperire fondi per la ricostruzione post terremoto in Armenia, Rock Aid Armenia, produce due dischi in studio, Naked Thunder e Toolbox, uno dal vivo, Live in Nottingham, compila la raccolta di inediti Cherkazoo and Other Stories e trova il tempo di una rimpatriata con i vecchi amici dei Javelins per registrare una collezione di classici anni '50, Raving with Ian Gillan & The Javelins!. Nel 1992 fonda i Repo Depo con i musicisti con cui aveva realizzato e promosso Toolbox (Dean Howard, Brett Bloomfield e Leonard Haze), ma il progetto abortisce in seguito al suo definitivo rientro nei Deep del 1993, in occasione del venticinquennale della band.
Del 1997 il successivo lavoro solista, sempre affiancato da Steve Morris, Dreamcatcher, con cui inaugura i toni più rilassati delle opere a suo nome.
Del 2006 l'album Gillan's Inn, in cui il singer rielabora vecchi pezzi suoi, dei Deep Purple e dei Black Sabbath con un nutrito elenco di vecchi amici (Gers, Iommi, gli ex Repo Depo e i Deep Purple praticamente al completo) ed ospiti eccellenti (Jeff Healey, Joe Satriani, Uli Jon Roth). Il tour promozionale produrrà un doppio live, Live in Anaheim, pubblicato nel 2008.
L'album One Eye To Morocco esce invece il 6 marzo 2009 su etichetta earMUSIC/edel. Il disco è stato realizzato con il contributo del solito Steve Morris e conferma la versatilità compositiva raggiunta dall'artista.
Nel 2011 è stato impegnato con il progetto benefico denominato Who Cares, nel quale ha coinvolto Toni Iommi, Jason Newsted, Nicko McBrain e Jon Lord. La collaborazione ha prodotto due singoli, "Out of my mind" e "Holy Water", il cui ricavato è stato destinato alla ricostruzione di un conservatorio in Armenia, nella stessa regione che già era stata aiutata anni prima con i proventi dell'Earthquake Album. Del 2012 il successivo capitolo realizzato in coppia con Toni Iommi, la raccolta Who Cares, contenente rarità e inediti della carriera dei due musicisti.
Nel 2018 ritrova gli ex complici dei Javelins per la realizzazione di un secondo album, semplicemente intestato Ian Gillan & the Javelins, nuovamente sotto la direzione artistica di Steve Morris. Alle sessions prenderà parte anche Don Airey.
Da qualche anno si esibisce con orchestre filarmoniche locali, alternando vecchi e nuovi classici dei Deep a pezzi più recenti del suo catalogo, il tutto riarrangiato per l'occasione. Da questa attività risulterà nel 2019 Contractual Obligation, realizzato con la Don Airey Orchestra. Del titolo esistono in realtà tre versioni (CD, vinile e B-Ray), ciascuna avente per contenuto un concerto diverso (Varsavia, San Pietroburgo e Mosca).
Appassionato di calcio, Gillan è tifoso dei Queen's Park Rangers. Sposato con Bron, mancata il 19 novembre 2022, Ian conta altre due cantanti in famiglia: la figlia Grace, voce dei Papa LeGal, e la sorella Pauline, attiva negli anni '80 con i Northern Dancer/Pauline Gillan Band.

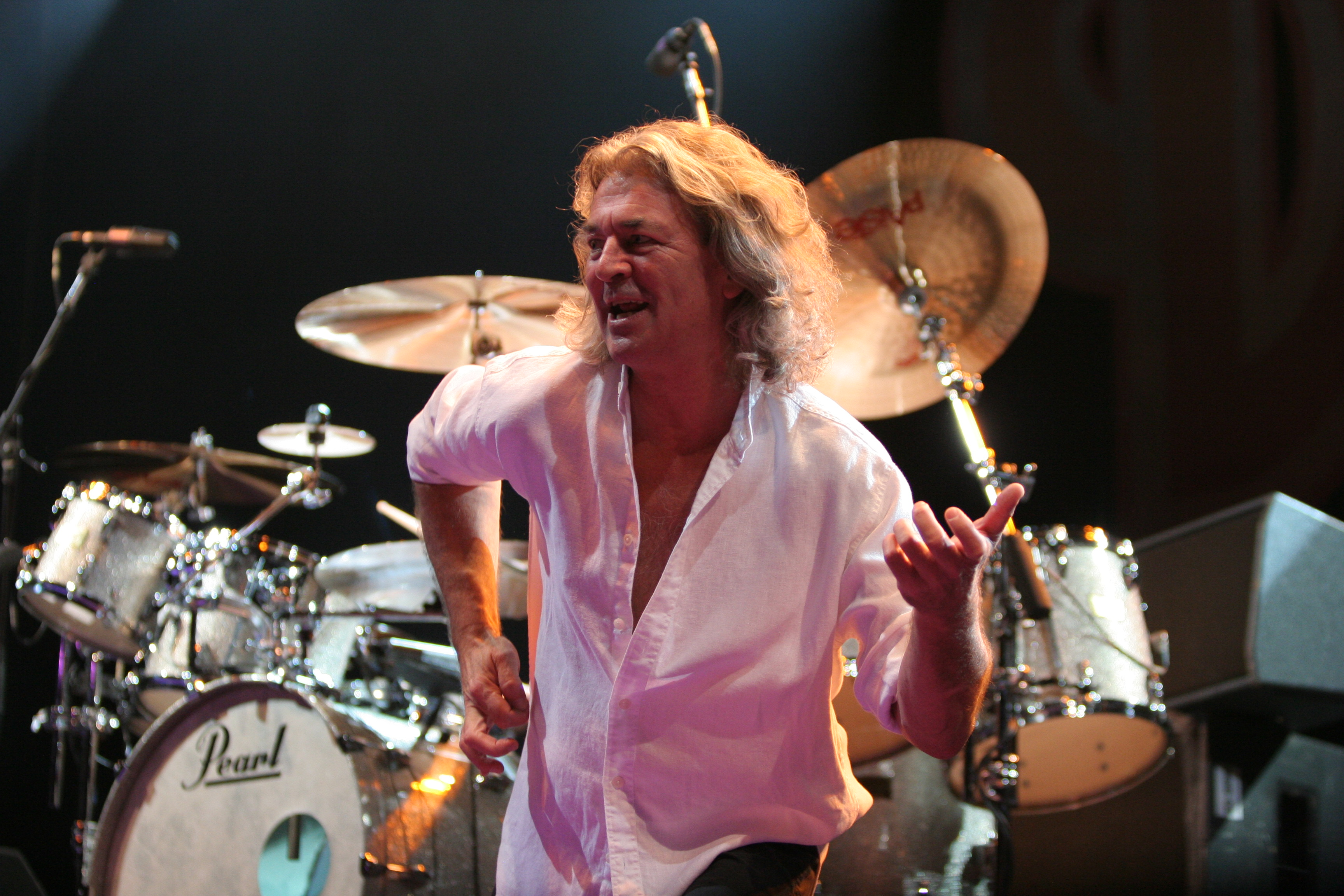
Ian Gillan

## Discografia

### Deep Purple

#### Album studio
- 1970 - Deep Purple in Rock
- 1971 - Fireball
- 1972 - Machine Head
- 1973 - Who Do We Think We Are
- 1984 - Perfect Strangers
- 1987 - The House of Blue Light
- 1993 - The Battle Rages On...
- 1996 - Purpendicular
- 1998 - Abandon
- 2003 - Bananas
- 2005 - Rapture of the Deep
- 2013 - Now What?!
- 2017 - Infinite
- 2020 - Whoosh!
- 2021 - Turning to Crime
- 2024 - "=1"

### Ian Gillan Band
- 1976 - Child in Time
- 1977 - Clear Air Turbulence
- 1977 - Scarabus

### Gillan
- 1978 - Gillan
- 1979 - Mr. Universe
- 1980 - Glory Road
- 1981 - Future Shock
- 1981 - Double Trouble
- 1982 - Magic

### Black Sabbath
- 1983 - Born Again

### Con Roger Glover
- 1988 - Accidentally On Purpose

### Garth Rockett & the Moonshiners
- 2000 - Garth Rockett & The Moonshiners - Live!

### Ian Gillan

#### Studio
- 1990 - Naked Thunder
- 1991 - Toolbox
- 1992 - Cherkazoo & Other Stories (inediti registrati tra il 1972 e il 1974)
- 1997 - Dreamcatcher
- 2006 - Gillan's Inn
- 2009 - One Eye to Morocco

#### Live
- 2002 - Live in Nottingham  (a.k.a. Access All Areas)
- 2008 - Live in Anaheim
- 2019 - Contractual Obligation #1 (solo cd)
- 2019 - Contractual Obligation #2 (solo vinile)

### The Javelins
- 1994 - Raving! (a.k.a. Sole Agency and Representation)
- 2018 - Ian Gillan & the Javelins

### Con Tony Iommi & Friends
- 2011 - Out of my mind/Holy Water (singolo)
- 2012 - WhoCares

### Altri
- 1970 - Jesus Christ Superstar
- 1972 - Jerusalem - Jerusalem (produzione)
- 1990 - Pretty Maids - In Santa's Claws
- 1992 - Michalis Rakintzis - Etsi m' aresei
- 2006 - Blue Dragon OST - Eternity - di Nobuo Uematsu
- 2007 - Hoochie Coochie Men feat. Jon Lord - Danger White Men Dancing